# Кашин, Валерий Михайлович
Вале́рий Миха́йлович Ка́шин (род. 14 сентября 1947, Черновцы) — советский и российский учёный-ракетостроитель, специалист по высокоточным комплексам вооружения, заместитель генерального директора АО "НПО «Высокоточные комплексы» — генеральный конструктор АО "Научно-производственная корпорация «Конструкторское бюро машиностроения» (КБ машиностроения (Коломна), академик РАН (2022), Герой Труда Российской Федерации (2017), доктор технических наук.

## Биография
Родился 14 сентября 1947 года в г. Черновцы, Украинской ССР.
В 1971 году с отличием окончил МВТУ имени Н. Э. Баумана, специальность «Производство летательных аппаратов», а затем — аспирантуру.
С 1974 года по настоящее время работает в АО "НПК «КБМ», где прошёл путь от инженера-конструктора до главного конструктора-начальника предприятия — с 2005 года, генерального директора и генерального конструктора предприятия — с 2009 года, а с 2015 года — генеральный конструктор.
В 2009 году решением Военно-промышленной комиссии при Правительстве РФ назначен генеральным конструктором по оперативно-тактическому ракетному вооружению.
В 2016 году избран членом-корреспондентом РАН.
В 2022 году избран академиком РАН.

## Научная деятельность

### Научная деятельность
Ведущий специалист по высокоточным комплексам вооружения.
Автор более 150 научных трудов, из них 4 монографий, более 80 печатных работ, 58 свидетельств и патентов на изобретение, 7 учебно-методических пособий.
Принимал участие и руководил созданием противотанкового, зенитного и оперативно-тактического высокоточного вооружения: всепогодный многоцелевой противотанковый ракетный комплекс «Хризантема-С», переносной зенитный ракетный комплекс «Игла-С», оперативно-тактический ракетный комплекс «Искандер–М», семейство ракет «Атака», «Штурм», комплекс активной защиты «Арена», опорно-пусковая установка «Джигит», комплекс управляемого ракетного вооружения вертолётов Ми-28Н, Ми-35М, Ка-52, Ми-28МН и других.
С 2013 года заведует кафедрой СМ-6 «Ракетные и импульсные системы» МГТУ имени Н. Э. Баумана, где также является председателем Государственной аттестационной комиссии по специальности «Стрелково-пушечное, артиллерийское и ракетное оружие», членом диссертационного совета.

### Научно-организационная деятельность
- член редколлегии научно-технических сборников «Оборонная техника», «Вопросы оборонной техники»;
- член редакционного совета научно-технических журналов «Боеприпасы и спецхимия» и «Боеприпасы и высокоэнергетические конденсированные системы».

## Санкции
1 мая 2024 года Валерий Кашин включён в блокирующий санкционный список США за «полномасштабную войну и применение химического оружия против Украины», как «субъект, поддерживающий российскую оборонную промышленность». По аналогичному основанию, ранее был включён в санкционный список Украины

## Награды
- Герой Труда Российской Федерации (2017)[8][9]
- Орден «За заслуги перед Отечеством» IV степени[4]
- Орден Почёта[4]
- Государственная премия Российской Федерации (в составе группы, за 2003 год) — за создание и внедрение в серийное производство переносного зенитного ракетного комплекса «Игла-С»[10]
- Государственная премия Российской Федерации (2007)[3]
- Премия Правительства Российской Федерации в области науки и техники (2009)[3]
- Премия Правительства Российской Федерации в области науки и техники (2015)[3]
- Государственная премия Российской Федерации имени Маршала Советского Союза Г. К. Жукова (2017) — за освоение серийного производства перспективных образцов ракетной техники и комплексное оснащение ими Сухопутных войск в сроки, определённые государственным оборонным заказом[11]
- Звание «Заслуженный конструктор РФ»[4]
- медаль РАЕН имени П. Л. Капицы «Автору научного открытия»[3]
- Золотая медаль имени академика В. Ф. Уткина[12]
- медаль Федерации космонавтики России имени академика В. П. Макеева[3]
- Почётный гражданин города Коломны[3]